# Rantau Kapas Mudo
Rantau Kapas Mudo is een bestuurslaag in het regentschap Batang Hari van de provincie Jambi, Indonesië. Rantau Kapas Mudo telt 1582 inwoners (volkstelling 2010).